# Рон Макговні
Рональд МакҐовні (народився 2 листопада 1963)  — американський рок-музикант, який найбільш відомий як оригінальний бас-гітарист треш-метал гурту Metallica з жовтня 1981 по грудень 1982.
Разом з Джеймсом Гетфілдом грав у гурті Leather Charm, після чого вони заснували Metallica. Макговні був учасником Metallica протягом першого року концертів і з’являвся на їхніх ранніх демозаписах, перш ніж піти наприкінці 1982 року. Після періоду бездіяльності він грав у треш-метал гурті Phantasm.
12 грудня 2011 року на сцені «Bay Area», Сан-Франциско, приєднався (разом з Дейвом Мастейном та Ллойдом Грантом, колишніми гітаристами гурту) до Metallica під час святкового концерту на честь тридцятиріччя гурту, виконавши разом з ними: Hit The Lights і Seek & Destroy.

## Кар'єра

### Leather Charm і Metallica
У червні 1981 року МакГовні створив свою першу групу Leather Charm разом зі своїм другом дитинства Гетфілдом і гітаристом Г'ю Таннером з попередньої групи Гетфілда Phantom Lord. Таннер незабаром залишив Leather Charm, щоб продовжити кар'єру у музичному менеджменті; наступний склад включає гітариста Троя Джеймса та барабанщика Джима Маллігана. Протягом декількох місяців гурт репетирував кавер-версії на виконавців нової хвилі британського важкого металу та оригінальний матеріал, але відхід Маллігана пізніше того ж року призвів до розпаду групи.
Гетфілд і барабанщик Ларс Ульріх створили свій новий проект Metallica у жовтні 1981 року. Після вступу МакҐовні і Дейва Мастейна було завершено перший концертний склад гурту. Після свого дебютного виступу 14 березня група провела 1982 рік, репетируючи в давно зруйнованому орендованому будинку батьків МакГовні поблизу автостради 605 і збираючи місцевих фанатів у Лос-Анджелесі та на сцені округу Оріндж. За цей час вони записали кілька демо, у тому числі одне, записане в гаражі МакҐовні, Power Metal і No Life 'Til Leather. Запис пісні "Hit the Lights" з МакҐовні, що грає на бас-гітарі, був представлений у збірці Metal Massacre Vol. 1
Час МакГовні в Metallica був бурхливим, оскільки він часто конфліктував з Ульріхом і Мастейном. Він відчував, що його вважають скоріше постачальником транспорту і грошей для гурту, ніж учасником. Зрештою він пішов з групи 10 грудня 1982 року через зростання напруженості, його замінив Кліфф Бертон. Після відходу з Metallica МакГовні перестав цікавитися музикою і продав більшу частину свого обладнання.

### Phantasm
У 1986 році вокаліст Hirax Катон В. Де Пена переконав МакГовні повернутися до музики. Вони створили треш-метал-гурт Phantasm разом із гітаристом Родні Ніколсоном та кількома іншими музикантами, на короткий час включаючи барабанщика Dark Angel Джина Гоглана. Phantasm випустили демо, але так і не записали належного альбому, і розпалися в 1988 році через розбіжності між учасниками. У 2001 році треш-лейбл Deep Six Records випустив компакт-диск Wreckage, який містить перероблену версію однойменного демозапису гурту з живим сетом 1987 року.

### Подальша діяльність
МакҐовні припинив свою професійну кар'єру після розпаду Phantasm, але періодично давав інтерв'ю та з'являвся на заходах, пов'язаних з Metallica. Phantasm обговорювали можливе возз'єднання в 2007 році, але це врешті-решт не відбулося.
Він виступив публічно вперше за 23 роки 10 грудня 2011 року, виконавши дві пісні на сцені з Metallica, Мастейном і раннім студійним гітаристом Metallica Ллойдом Грантом у The Fillmore під час святкування 30-річчя групи. Через два роки він приєднався до групи Мастейна - Megadeth на сцені в Шарлотті, штат Північна Кароліна, 5 грудня 2013 року, розділивши головний вокал у кавер-версії пісні Thin Lizzy «Cold Sweat».
МакГовні заявляв, що, хоча його час у Metallica закінчився гостро, тепер він ладнає зі своїми колишніми товаришами по групі та припускає, що, враховуючи його характер і навички, він міг би краще внести свій вклад у гурт, якби був дорожній менеджером, а не бас-гітаристом.

## Зовнішні посилання
- Phantasm у Encyclopaedia Metallum